# Clio
Pour les articles homonymes, voir Clio (homonymie).
Dans la mythologie grecque, Clio (en grec ancien Κλειώ / Kleiố, de κλέω / kleô, « célébrer, chanter »), fille de Zeus et de Mnémosyne (déesse de la mémoire), est la Muse de l'Histoire. Elle chante le passé des hommes et des cités en glorifiant leurs hauts faits. Elle est l'une des neuf Muses avec Thalie, Érato, Euterpe, Polymnie, Calliope, Terpsichore, Uranie et Melpomène).

## Description

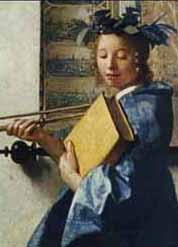
Clio, détail de L'Allégorie de la peinture, par Vermeer (1666).

Clio est traditionnellement représentée sous les traits d'une jeune fille, tenant d'une main une trompette représentant la renommée et de l'autre un livre (un volumen) sur lequel sont rédigés les récits du passé et  qui a pour titre Thucydide. À ces attributs, on joint parfois le globe terrestre et la clepsydre, horloge à eau qui représente le temps passé, afin de montrer que l'Histoire embrasse tous les lieux et tous les temps.

## Héritage
En sa qualité de « proclamatrice, glorificatrice et célébratrice de l'histoire, des grandes actions et réalisations », Clio est l'homonyme de diverses marques modernes, y compris les Clio Awards pour l'excellence en publicité. La Cambridge University History Society est officieusement appelée Clio, de même, la société Cleo of Alpha Chi du Trinity College, dans le Connecticut, porte le nom de la muse. De même, le groupe de sensibilisation des étudiants de premier cycle du Penn Museum de l'Université de Pennsylvanie est connu sous le nom de Clio Society. « Clio » représente également l'histoire dans certains mots inventés dans l'usage académique : cliométrie, cliodynamique.
Clio Bay en Antarctique porte le nom de la muse.

## Sources
- Pseudo-Apollodore, Bibliothèque [détail des éditions] [lire en ligne] (I, 3, 1 ; I, 3, 3).
- Diodore de Sicile, Bibliothèque historique [détail des éditions] [lire en ligne] (IV, 4).
- Hésiode, Théogonie [détail des éditions] [lire en ligne] (passim).
- Commelin Pierre, Mythologie grecque et romaine, Garnier, 1907, 516 p.